# Division I i bandy 1931
Division I i bandy 1931 var Sveriges högsta division i bandy säsongen 1931. Efter att man i Sverige försökt med seriespel 1930, vilket visat sig framgångsrikt, inleddes det nationella seriespelet 1931.
Norrgruppsvinnarna AIK lyckades vinna svenska mästerskapet efter seger med 4–3 mot södergruppsvinnarna IF Göta i finalmatchen på Stockholms stadion den 1 mars 1931.

## Upplägg
Division I bestod av två geografiskt indelade åttalagsgrupper som spelades som enkelserier, där gruppsegrarna möttes i svensk mästerskapsfinal, medan lag 7-8 i respektive grupp flyttades ned till Division II.

## Förlopp
Skytteligan vanns av Gunnar Hyttse, Västerås SK med 12 fullträffar.

## Seriespelet

### Division I norra
| Nr | Lag          | S | V | O | F | +/-     | P  |
| -- | ------------ | - | - | - | - | ------- | -- |
| 1  | AIK          | 7 | 5 | 2 | 0 | 21 - 9  | 12 |
| 2  | Västerås SK  | 7 | 4 | 3 | 0 | 26 - 11 | 11 |
| 3  | Skutskärs IF | 7 | 4 | 1 | 2 | 25 - 16 | 9  |
| 4  | SK Tirfing   | 7 | 3 | 1 | 3 | 16 - 24 | 7  |
| 5  | IK Sirius    | 7 | 2 | 2 | 3 | 21 - 25 | 6  |
| 6  | IFK Rättvik  | 7 | 1 | 3 | 3 | 17 - 22 | 5  |
| 7  | IF Vesta     | 7 | 2 | 0 | 5 | 17 - 23 | 4  |
| 8  | Hammarby IF  | 7 | 1 | 0 | 6 | 10 - 23 | 2  |

### Division I södra
| Nr | Lag            | S | V | O | F | +/-     | P  |
| -- | -------------- | - | - | - | - | ------- | -- |
| 1  | IF Göta        | 7 | 5 | 2 | 0 | 27 - 9  | 12 |
| 2  | IK Göta        | 7 | 5 | 1 | 1 | 20 - 11 | 11 |
| 3  | Örebro SK      | 7 | 5 | 0 | 2 | 24 - 16 | 10 |
| 4  | Nässjö IF      | 7 | 5 | 0 | 2 | 19 - 14 | 10 |
| 5  | Djurgårdens IF | 7 | 2 | 1 | 4 | 18 - 20 | 5  |
| 6  | IFK Strängnäs  | 7 | 2 | 0 | 5 | 10 - 15 | 4  |
| 7  | Linköpings AIK | 7 | 1 | 0 | 6 | 10 - 30 | 2  |
| 8  | IFK Uppsala    | 7 | 1 | 0 | 6 | 5 - 18  | 2  |

## Svensk mästerskapsfinal
- 1 mars 1931: AIK–IF Göta 4–3 (Stockholms stadion)

## Premiärresultaten
Den första omgången spelades den 6 januari 1931.

### Norrgruppen
- Hammarby IF-IF Vesta 1-2
- IK Sirius-AIK 2-3
- Västerås SK-IFK Rättvik 1-1
- SK Tirfing-Skutskärs IF uppskjuten på grund av snöhinder, spelad 1 mars 1931 och vunnen med 5-0 av Skutskärs IF.

### Södergruppen
- IF Göta-Nässjö IF 7-2
- IFK Uppsala-Linköpings AIK 0-1
- Örebro SK-IK Göta 2-3
- Djurgårdens IF-IFK Strängnäs 1-2

## Svenska mästarna
Mall:AIK Bandy 1931